# Biegi narciarskie na Zimowych Igrzyskach Olimpijskich 1980
Konkurencje biegów narciarskich podczas Zimowych Igrzysk Olimpijskich w 1980 roku zostały przeprowadzone w dniach 14.02 - 23 lutego 1980 w mieście Lake Placid. Konkurencje rozegrano w ośrodku Mt. Van Hoevenberg. W ramach igrzysk zawodniczki i zawodnicy walczyli w siedmiu konkurencjach: czterech indywidualnych (biegach na 15 km, 30 km i 50 km dla mężczyzn oraz 5 km i 10 km dla kobiet) i sztafetach (4 x 10 km dla mężczyzn i 4 x 5 km dla kobiet) – łącznie rozdanych zostało zatem dwadzieścia jeden medali. O medale igrzysk olimpijskich biegacze narciarscy rywalizowali po raz trzynasty, a biegaczki po raz ósmy w historii.

## Terminarz
| Data           | Miejscowość | Konkurencja                 | Złoto            | Srebro            | Brąz               |
| -------------- | ----------- | --------------------------- | ---------------- | ----------------- | ------------------ |
| 14 lutego 1980 | Lake Placid | Bieg mężczyzn na 30 km      | Nikołaj Zimiatow | Wasilij Roczew    | Iwan Lebanow       |
| 15 lutego 1980 | Lake Placid | Bieg kobiet na 5 km         | Raisa Smietanina | Hilkka Riihivuori | Květa Jeriová      |
| 17 lutego 1980 | Lake Placid | Bieg mężczyzn na 15 km      | Thomas Wassberg  | Juha Mieto        | Ove Aunli          |
| 18 lutego 1980 | Lake Placid | Bieg kobiet na 10 km        | Barbara Petzold  | Hilkka Riihivuori | Helena Takalo      |
| 20 lutego 1980 | Lake Placid | Sztafeta mężczyzn 4 × 10 km | ZSRR             | Norwegia          | Finlandia          |
| 21 lutego 1980 | Lake Placid | Sztafeta kobiet 4 × 5 km    | NRD              | ZSRR              | Norwegia           |
| 23 lutego 1980 | Lake Placid | Bieg mężczyzn na 50 km      | Nikołaj Zimiatow | Juha Mieto        | Aleksandr Zawjałow |

## Mężczyźni

### Bieg na 15 km
| Miejsce | Reprezentacja | Zawodnik           | Czas     | Strata   |
| ------- | ------------- | ------------------ | -------- | -------- |
|         | Szwecja       | Thomas Wassberg    | 41:57.63 |          |
|         | Finlandia     | Juha Mieto         | 41:57.64 | +0.01    |
|         | Norwegia      | Ove Aunli          | 42:28.62 | +30.99   |
| 4.      | ZSRR          | Nikołaj Zimiatow   | 42:33.96 | +36.33   |
| 5.      | ZSRR          | Jewgienij Bielajew | 42:46.02 | +48.39   |
| 6.      | Polska        | Józef Łuszczek     | 42:59.03 | +1.01:40 |
| 7.      | ZSRR          | Aleksandr Zawjałow | 43:00.81 | +1:03.18 |
| 8.      | Finlandia     | Harri Kirvesniemi  | 43:02.01 | +1:04.38 |
| 9.      | Norwegia      | Oddvar Brå         | 43:05.64 | +1:08.01 |
| 10.     | Norwegia      | Lars Erik Eriksen  | 43:11.51 | +1:13.88 |

Data: 17.02.1980

### Bieg na 30 km
| Miejsce | Reprezentacja | Zawodnik          | Czas       | Strata   |
| ------- | ------------- | ----------------- | ---------- | -------- |
|         | ZSRR          | Nikołaj Zimiatow  | 1:27:02.80 |          |
|         | ZSRR          | Wasilij Roczew    | 1:27:34.22 | +31.42   |
|         | Bułgaria      | Iwan Lebanow      | 1:28:03.87 | +1:01.07 |
| 4.      | Szwecja       | Thomas Wassberg   | 1:28:40.35 | +1:37.55 |
| 5.      | Polska        | Józef Łuszczek    | 1:29:03.64 | +2:00.84 |
| 6.      | Finlandia     | Matti Pitkänen    | 1:29:35.03 | +2:32.23 |
| 7.      | Finlandia     | Juha Mieto        | 1:29:45.08 | +2:42.28 |
| 8.      | Norwegia      | Ove Aunli         | 1:29:54.02 | +2:53.22 |
| 9.      | NRD           | Alf-Gerd Deckert  | 1:30:05.17 | +3:02.37 |
| 10.     | Norwegia      | Lars Erik Eriksen | 1:30:34.34 | +3:31.54 |

Data: 14.02.1980

### Bieg na 50 km
| Miejsce | Reprezentacja | Zawodnik           | Czas       | Strata   |
| ------- | ------------- | ------------------ | ---------- | -------- |
|         | ZSRR          | Nikołaj Zimiatow   | 2:27:24.60 |          |
|         | Finlandia     | Juha Mieto         | 2:30:20.52 | +2:55.92 |
|         | ZSRR          | Aleksandr Zawjałow | 2:30:51.52 | +3:26.92 |
| 4.      | Norwegia      | Lars Erik Eriksen  | 2:30:53.00 | +3:28.43 |
| 5.      | ZSRR          | Siergiej Sawieljew | 2:31:15.82 | +3:51.22 |
| 6.      | ZSRR          | Jewgienij Bielajew | 2:31:21.19 | +3:56.59 |
| 7.      | Norwegia      | Oddvar Brå         | 2:31:46.83 | +4:22.23 |
| 8.      | Szwecja       | Sven-Åke Lundbäck  | 2:31:59.65 | +4:35.05 |
| 9.      | Finlandia     | Asko Autio         | 2:32:25.57 | +4:59.97 |
| 10.     | Szwajcaria    | Franz Renggli      | 2:33:27.56 | +6:02.96 |
| . . .   |               |                    |            |          |
| 17.     | Polska        | Józef Łuszczek     | 2:36:38.05 | +9:13.45 |

Data: 23.02.1980

### Sztafeta 4 x 10 km
| Miejsce | Reprezentacja     | Zawodnicy                                                            | Czas       | Strata    |
| ------- | ----------------- | -------------------------------------------------------------------- | ---------- | --------- |
|         | ZSRR              | Wasilij Roczew Nikołaj Bażukow Jewgenij Bielajew Nikołaj Zimiatow    | 1:57:03.46 |           |
|         | Norwegia          | Lars Erik Eriksen Per Knut Aaland Ove Aunli Oddvar Brå               | 1:58:45.77 | +1:42.31  |
|         | Finlandia         | Harri Kirvesniemi Pertti Teurajärvi Matti Pitkänen Juha Mieto        | 2:00:00.18 | +2:56.72  |
| 4.      | Niemcy            | Peter Zipfel Wolfgang Müller Dieter Notz Jochen Behle                | 2:00:22.74 | +3:19.28  |
| 5.      | Szwecja           | Sven-Åke Lundbäck Thomas Eriksson Benny Kohlberg Thomas Wassberg     | 2:00:42.71 | +3:39.25  |
| 6.      | Włochy            | Maurilio De Zolt Benedetto Carrara Giulio Capitanio Giorgio Vanzetta | 2:01:09.93 | +4:06.47  |
| 7.      | Szwajcaria        | Hansueli Kreuzer Konrad Hallenbarter Eduard Hauser Gaudenz Ambühl    | 2:03:36.57 | +6:33.11  |
| 8.      | Stany Zjednoczone | Bill Koch Timothy Caldwell James Galanes Stanley Dunklee             | 2:04:12.17 | +7:08.71  |
| 9.      | Czechosłowacja    | František Šimon Miloš Bečvář Jiří Švub Jiří Beran                    | 2:04:18.66 | +7:14.20  |
| 10.     | Francja           | Paul Fargeix Gérard Durand-Poudret Michel Thierry Jean-Paul Pierrat  | 2:08:43.61 | +11:40.15 |

Data: 20.02.1980

## Kobiety

### Bieg na 5 km
| Miejsce | Reprezentacja  | Zawodniczka           | Czas     | Strata |
| ------- | -------------- | --------------------- | -------- | ------ |
|         | ZSRR           | Raisa Smietanina      | 15:06.92 |        |
|         | Finlandia      | Hilkka Riihivuori     | 15:11.96 | +5.04  |
|         | Czechosłowacja | Květa Jeriová         | 15:23.44 | +16.52 |
| 4.      | NRD            | Barbara Petzold       | 15:23.62 | +16.70 |
| 5.      | ZSRR           | Nina Bałdyszewa       | 15:29.03 | +22.09 |
| 6.      | ZSRR           | Galina Kułakowa       | 15:29.58 | +22.66 |
| 7.      | NRD            | Veronika Hesse        | 15:31.83 | +24.91 |
| 8.      | Finlandia      | Helena Takalo         | 15:32.12 | +25.20 |
| 9.      | NRD            | Marlies Rostock       | 15:36.28 | +29.36 |
| 10.     | Szwecja        | Lena Carlzon-Lundbäck | 15:43.04 | +36.12 |

Data:15.02.1980

### Bieg na 10 km
| Miejsce | Reprezentacja  | Zawodniczka       | Czas     | Strata   |
| ------- | -------------- | ----------------- | -------- | -------- |
|         | NRD            | Barbara Petzold   | 30:31.54 |          |
|         | Finlandia      | Hilkka Riihivuori | 30:35.06 | +3.50    |
|         | Finlandia      | Helena Takalo     | 30:45.25 | +13.71   |
| 4.      | ZSRR           | Raisa Smietanina  | 30:54.48 | +22.94   |
| 5.      | ZSRR           | Galina Kułakowa   | 30:58.46 | +26.92   |
| 6.      | ZSRR           | Nina Bałdyszewa   | 31:22.93 | +51.39   |
| 7.      | NRD            | Marlies Rostock   | 31:28.79 | +57.25   |
| 8.      | NRD            | Veronika Hesse    | 31:29.14 | +57.60   |
| 9.      | Czechosłowacja | Květa Jeriová     | 31:29.55 | +58.01   |
| 10.     | Szwecja        | Eva Olsson        | 31:36.08 | +1:04.14 |

Data:18.02.1980

### Sztafeta 4 x 5 km
| Miejsce | Reprezentacja     | Zawodniczki                                                         | Czas       | Strata   |
| ------- | ----------------- | ------------------------------------------------------------------- | ---------- | -------- |
|         | NRD               | Marlies Rostock Carola Anding Veronika Hesse Barbara Petzold        | 1:02:11.10 | -        |
|         | ZSRR              | Nina Bałdyszewa Nina Roczewa Galina Kułakowa Raisa Smietanina       | 1:03:18.30 | +1:07,20 |
|         | Norwegia          | Brit Pettersen Anette Bøe Marit Myrmæl Berit Aunli                  | 1:04:13.50 | +2:02,40 |
| 4.      | Czechosłowacja    | Dagmar Palečková Gabriela Svobodová Blanka Paulů Květa Jeriová      | 1:04:31.39 | +2:20,29 |
| 5.      | Finlandia         | Marja Auroma Marja-Liisa Hämäläinen Helena Takalo Hilkka Riihivuori | 1:04:41.28 | +2:30,18 |
| 6.      | Szwecja           | Marie Johansson Karin Lamberg Eva Olsson Lena Carlzon-Lundbäck      | 1:05:16.32 | +3:05,22 |
| 7.      | Stany Zjednoczone | Alison Owen-Spencer Beth Paxson Leslie Bancroft Margaret Spencer    | 1:06:55.41 | +4:44,31 |
| 8.      | Kanada            | Angela Schmidt Shirley Firth Esther Miller Joan Groothuysen         | 1:07:45.75 | +5:34,65 |

Data: 21.02.1980

## Tabela medalowa
| Lp. | Kraj           | złoto | srebro | brąz | razem |
| --- | -------------- | ----- | ------ | ---- | ----- |
| 1.  | ZSRR           | 4     | 2      | 1    | 7     |
| 2.  | NRD            | 2     | 0      | 0    | 2     |
| 3.  | Szwecja        | 1     | 0      | 0    | 1     |
| 4.  | Finlandia      | 0     | 4      | 2    | 6     |
| 5.  | Norwegia       | 0     | 1      | 2    | 3     |
| 6.  | Bułgaria       | 0     | 0      | 1    | 1     |
| 7.  | Czechosłowacja | 0     | 0      | 1    | 1     |